# Ulrich von Ramschwag
Ulrich von Ramschwag (in alten Schriften auch von Ramswag; * 1265; † 1291) war ein von Rudolf I. von Habsburg eingesetzter Reichsvogt in der Fürstabtei St. Gallen. Er gehörte dem Geschlechte derer von Ramschwag an. 

## Geschichte
Rudolf betrachtete die Fürstabtei als Vogtei Habsburgs und versuchte schon vor seiner Wahl zum König, den Einfluss des Abtes einzuengen. St. Gallen war im Verlaufe der vergangenen dreihundert Jahre zu einem bedeutenden politischen und wirtschaftlichen Zentrum mitten im Einflussgebiet der Grafen von Habsburg geworden. Mit dem Tod des Abtes Berchtold von Falkensteins 1272 sollte eine fast dreissigjährige Zeit kriegerischer Konflikte im Fürstenland beginnen. Zunächst wurden für Berchtold zwei Äbte als Nachfolger, Ulrich von Güttingen und Heinrich von Wartenberg, gewählt. Beide bekämpften sich intensiv und versuchten, den jeweils anderen mit allen Mitteln aus seinem Amt zu heben. Die Bürger der Stadt unterstützten von Güttingen, der auch der bevorzugte Kandidat Rudolfs war. Daher akzeptierten die Bürger Rudolf als ihren Schirmherrn und wurden dafür mit einer Handfeste belohnt. 
Allerdings hatten sie nicht damit gerechnet, dass Rudolf, sobald er zum König gewählt wurde, erneut versuchen würde, seinen Einfluss geltend zu machen. Rudolf setzte also Ulrich von Ramschwag als Vogt über die Stadt ein und das Kloster musste ihn belehnen, was diesem äusserst missfiel.
Als 1281 Wilhelm von Montfort Abt wurde, spitzte sich die Situation weiter zu. Wilhelm war ein Mann mit starkem Willen, was er auch deutlich offenbarte. Das wiederum missfiel dem König und er unternahm alles, um Ulrich weiter an sich zu binden und gleichzeitig Wilhelm zu diskreditieren, in dem er die Klage, die gegen diesen lief, mit allen Mitteln unterstützte. Schliesslich wurde Wilhelm der Abtsitz aberkannt und Rudolf setzte Konrad von Gundelfingen, der ihm hörig war, als Gegenabt ein. 
Die Lage für Ulrich änderte sich schlagartig, als Rudolf am 15. Juli 1291 starb. Wilhelm von Montfort kehrte in die Stadt zurück und die Bürger vertrieben den unbeliebten Vogt Ulrich von Ramschwag. Er starb noch im selben Jahr.